# Sharovipteryx mirabilis
Sharovipteryx mirabilis és un gènere representat per una única espècie de diàpsid prolacertiforme, que va viure en el Triàsic inferior, en el que avui és Kazakhstan i Kirguizstan.